# جون إم. سميث
جون إم. سميث (بالإنجليزية: John Mortimer Smith)‏ هو كاهن كاثوليكي أمريكي، ولد في 23 يونيو 1935 في أورانج ‏ في الولايات المتحدة، وتوفي في 22 يناير 2019 في لورينسفيل في الولايات المتحدة.